# タークマースハイム
タークマースハイム (ドイツ語: Tagmersheim) はドイツ連邦共和国バイエルン州シュヴァーベン行政管区のドナウ＝リース郡に属す町村（以下、本項では便宜上「町」と記述する）で、モンハイム行政共同体を構成する自治体の一つである。

## 地理
タークマースハイムはアウクスブルク開発計画地域に位置する。

### 自治体の構成
この町は、公式には2つの地区 (Ort) からなる。
- ブロッセナウ
- タークマースハイム

## 歴史

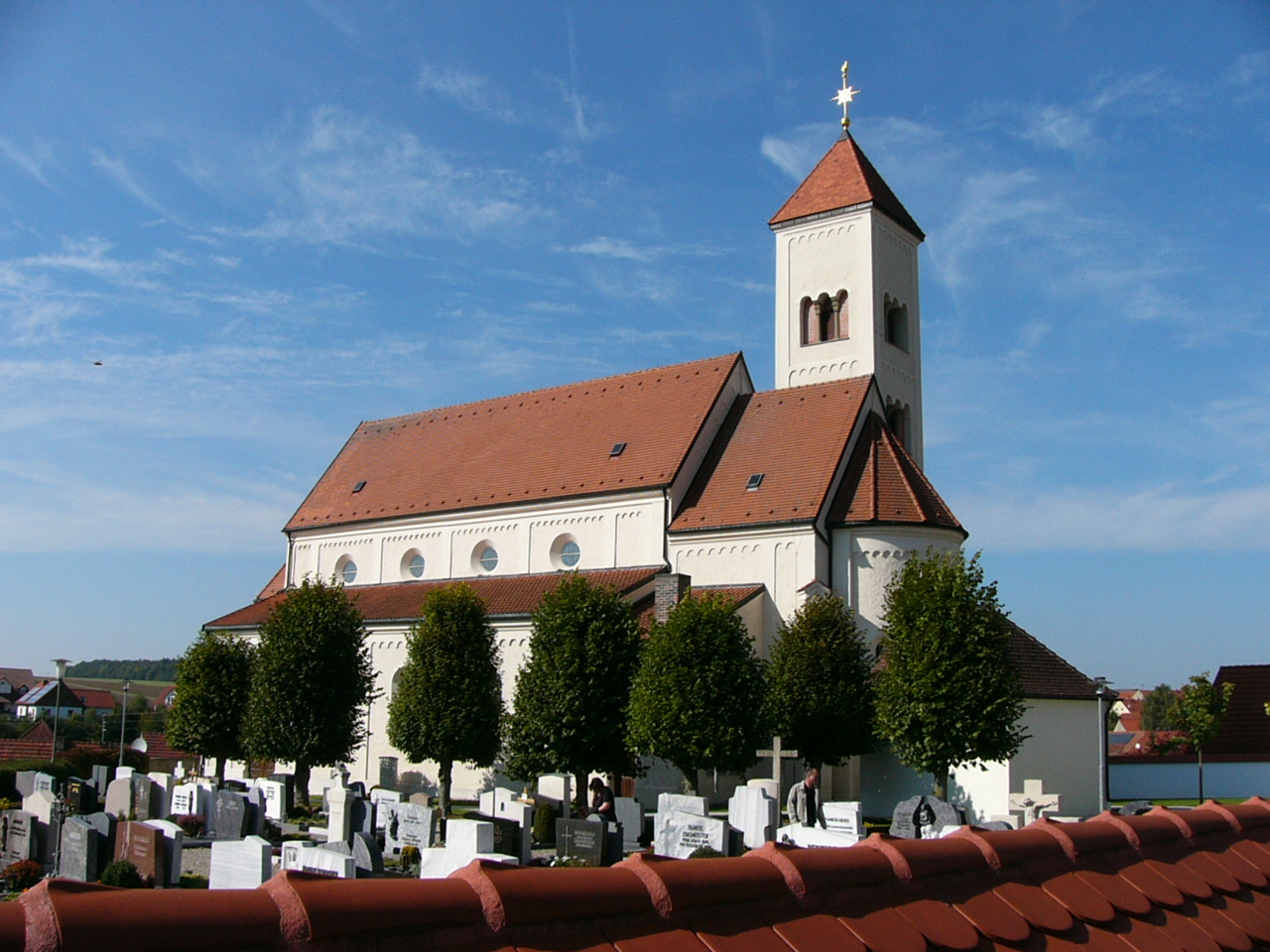
タークマースハイムの教会

オッティング家の家族が所有していたタークマースハイムの水城は1523年にシュヴァーベン同盟により破壊され、再建されなかった。城の所有者は盗賊騎士のハンス・トーマス・フォン・アプスベルクの支持者と見なされた。オッティング家は男系後継者がなく、1578年に断絶した。タークマースハイムは1800年までアムト（地方行政機関）の所在地であり、1672年からペスタロッツィ伯領に属した。1800年以後、この町はバイエルン選帝侯領の一部となりホーフマルクが設けられた。ペスタロッツィ伯は、この頃でもまだ、この町の上級裁判権を有していた。バイエルンの行政改革に伴う1818年の市町村令により現在の自治体が成立した。1848年には、1818年に設けられた領主裁判所が廃止された。

### 人口推移
- 1970年 960人
- 1987年 1,025人
- 2000年 1,084人

## 行政
町長は、2020年5月1日からペトラ・リーデルスハイマー (CSU) が務めている。

## 経済と社会資本

### 教育
- 国民学校 1校

## 引用
1. ↑  https://www.statistikdaten.bayern.de/genesis/online?operation=result&code=12411-003r&leerzeilen=false&language=de Genesis-Online-Datenbank des Bayerischen Landesamtes für Statistik Tabelle 12411-003r Fortschreibung des Bevölkerungsstandes: Gemeinden, Stichtag (Einwohnerzahlen auf Grundlage des Zensus 2011)
2. ↑  Bayerische Landesbibliothek Online